# Pierre-Louis Renaud
Pour les articles homonymes, voir Renaud (homonymie).
Pierre-Louis Renaud (1819-1897) est un architecte français.

## Biographie
Pierre-Louis Renaud naît le 3 mai 1819 à Périgueux (Dordogne),. Il étudie à l'École nationale supérieure des beaux-arts à Paris,. Ses maîtres sont Levicomte et Vaudoyer,. Il en sort diplômé en 1840.
Il devient l'architecte en chef de la Compagnie du chemin de fer de Paris à Orléans (PO),, et un expert judiciaire auprès du tribunal de la Seine.
Pierre-Louis Renaud conçoit les bâtiments administratifs de la Compagnie du PO situés rue de Londres, et les gares de la ligne Paris-Orléans, notamment celle de Limoges-Bénédictins en 1857. Cinq ans plus tard, en 1862, il réalise les plans de la « nouvelle gare d'Orléans » — aujourd'hui appelée la gare d'Austerlitz,.
En 1868, il entre à la Société centrale des architectes français. Il est fait chevalier de l'ordre national de la Légion d'honneur en 1869.
Il construit des hôtels particuliers, des tombeaux, ainsi que plusieurs immeubles de rapport, notamment celui au no 93, rue Montmartre (2e arrondissement de Paris) en 1879.
Pierre-Louis Renaud meurt le 10 mai 1897 dans le 6e arrondissement de Paris,.